# 2005 год в политике России
В 2005 году была проведена демаркация российско-китайской границы, в результате которой Китай получил ряд спорных территорий общей площадью 337 квадратных километров.

## Март
- 8 марта спецназом ФСБ в Чеченской Республике успешно ликвидирован один из предводителей незаконных вооружённых формирований Аслан Масхадов.

## Май
- 8—9 мая торжественные мероприятия в честь 60-летия Победы СССР в Великой Отечественной войне посетили главы государств и правительств из 53 стран.
- 18 мая Владимир Путин подписал закон, согласно которому выборы в Госдуму будут проходить только по пропорциональной системе и места в парламенте получают партии, преодолевшие 7-процентный барьер.
- 25 мая в Москве произошла крупная авария энергосети.
- 31 мая бывший глава нефтяной компании «ЮКОС» Михаил Ходорковский и член правления компании Платон Лебедев были признаны судом виновными в серии преступлений и приговорены к тюремному заключению.

## Июнь
- 1 июня Президент РФ Владимир Путин подписал федеральный закон о ратификации дополнительного соглашения между РФ и КНР о российско-китайской границе, принятый Госдумой 20 мая 2005 года.
- 28 июня в газете «Известия» было опубликовано „Обращение деятелей культуры, науки, представителей общественности в связи с приговором, вынесенным бывшим руководителям НК «ЮКОС»“ с осуждением попыток придать политический характер приговору суда по делу ЮКОСа.

## Декабрь
- 1 декабря образован новый регион России — Пермский край, в результате слияния Пермской области и Коми-Пермяцкого автономного округа в соответствии с результатами референдума, проведённого в 2004 году.
- 4 декабря состоялись выборы в Мосгордуму. «Единая Россия» набрала 47,25 %, КПРФ — 16,75 %, «Яблоко» — 11,11 % голосов. Остальные партии не смогли преодолеть 10-процентный барьер. Явка на выборах составила 34,77 % от общего числа зарегистрированных избирателей.